# How to Love
How to Love is een nummer van de Amerikaanse rapper Lil Wayne. Het nummer werd uitgebracht op 26 mei 2011 door het platenlabel Cash Money/Island en behaalde de 69e positie in de Billboard Hot 100.